# Enchytraeus australis
Enchytraeus australis är en ringmaskart som beskrevs av Stephenson 1932. Enchytraeus australis ingår i släktet Enchytraeus och familjen småringmaskar. Inga underarter finns listade i Catalogue of Life.